# Protoneura romanae
Protoneura romanae là loài chuồn chuồn trong họ Protoneuridae. Loài này được Meurgey mô tả khoa học đầu tiên năm 2006.